# عبد القادر طارق
عبد القادر طارق عزيز هو لاعب كرة قدم عراقي في مركز الهجوم ولد في يوم 1 تموز 1994، يلعب حالياً مع نادي الطلبة الرياضي ولعب أيضاً مع منتخب العراق لكرة القدم.

## روابط خارجية
- عبد القادر طارق على موقع ناشيونال فوتبول تيمز (الإنجليزية)
- عبد القادر طارق على موقع Soccerway.com (الإنجليزية)